# Nuzo Onoh
Nuzo Onoh (sinh ngày 22 tháng 9 năm 1962) là nhà văn người Anh-Nigeria. Bà là người tiên phong trong nhóm nữ tác giả truyện kinh dị châu Phi. Các quyển sách của Onoh The Reluctant Dead và Unhallowed Graves là cả hai tuyển tập các câu chuyện ma miêu tả văn hóa, truyền thống, niềm tin và cốt lõi mê tín của người Igbo trong bối cảnh kinh dị.
Bà cũng là tác giả của The Sleepless và Dead Corpse

## Tiểu sử
Sinh ra ở Enugu, Nigeria, Nuzo Onoh là người con thứ ba trong số 8 người con của Chief Caroline Onoh là một cựu giáo viên. Bà trải qua cuộc chiến Biafran đến với Nigeria (1967 - 1970) với tư cách là trẻ em tị nạn và ở tuổi 13, bà là nạn nhân của một nỗ lực "trừ tà" từ một mục sư địa phương. Bởi vì vụ việc này, nên đến bây giờ, bà ủng hộ việc nâng cao nhận thức hơn hơn về các nghi lễ lạm dụng trẻ em trong cộng đồng châu Phi.

## Học vấn
Nuzo Onoh theo học tại trường Queen's ở Enugu, Nigeria, cũng như tại trường Mount, York, một trường nội trú cho các thành viên Quaker ở York và sau đó là trường Cao đẳng Hướng dẫn St Andrew's, Cambridge, England. Onoh có bằng luật và bằng thạc sĩ nhà văn từ Đại học Warwick.

## Sự nghiệp
Các tác phẩm của Nuzo Onoh đã xuất hiện trên nhiều tạp chí và cho đến nay, Bà là tác giả truyện kinh dị người châu Phi đuọc xuất hiện trên tạp chí Starburst Magazine là tạp chí giải trí giáo phái hoạt động lâu nhất thế giới. Bà đã được đưa vào danh sách "80 nữ tác giả truyện kinh dị da màu" của sách tham khảo và những câu chuyện của bà đã xuất hiện trong một số tuyển tập bao gồm cả Black Magic Women Anthology với những câu chuyện của một số nhà văn được liệt kê trong danh sách 80 nữ tác giả truyện kinh dị da màu. Bà cũng đã xuất hiện trên các phương tiện truyền thông, thảo luận về tác phẩm độc đáo của bà cũng như thể loại truyện kinh dị châu Phi. Bà cũng từng viết vài blog cho tạp chí Female First Magazine. Nuzo Onoh đã được biết đến là một trong những nhà văn kinh dị mới của Anh mang lại sự thay đổi tích cực về hình ảnh của chủng tộc da đen và dân tộc thiểu số trong các tiểu thuyết kinh dị chủ đạo.
Nuzo Onoh viết về những bóng ma, những bóng ma châu Phi đầy thù hận với những dự định còn dở dang. Được ca ngợi là "Nữ hoàng truyện kinh dị châu Phi", Các tác phẩm của Nuzo Onoh được miêu tả là các tác phẩm của "chủ nghĩa hiện thực huyền diệu và kinh dị", bộc lộ "các quan điểm triết học lộ rõ được thực tế của châu Phi và người châu Phi trong một thế giới bị uốn cong theo hướng toàn cầu hóa phương Tây và sự hủy diệt gốc rễ văn học châu Phi." Các tác phẩm của bà thể hiện được cả vẻ đẹp và những điều kinh khủng ở châu Phi, chủ yếu là trong văn hóa Igbo và không ngần ngại đề cập các đến vấn đề đạo đức giả, lạm dụng trẻ em, nghi lễ giết người, những hủ tục mê tín nguy hiểm, chính trị gia tham nhũng, phù thủy độc ác và hoàn cảnh của góa phụ trong nền văn hóa châu Phi rộng lớn, tất cả đều chìm trong một bối cảnh kinh dị hư cấu. Quyển sách The Sleepless của bà là một câu chuyện ma đề cập đến cả việc trẻ em bị lạm dụng cho các nghi lễ và những nỗi kinh hoàng của Chiến tranh Biafran, đã được mô tả "thực sự là một truyện kinh dị có thế lực" và một tác phẩm đã "vượt ra ngoài chủ nghĩa hiện thực kì diệu". "Thứ khiến ta nhận ra ngay thể loại bà gắn bó “kinh dị châu Phi” là các chi tiết được thể hiện rõ ra về niềm tin của người Châu Phi đối với những bí ẩn và các vấn đề tâm linh, điều này cho thấy rất nhiều về 'Bản chất châu Phi'".

## Gia đình
Onoh có hai người con: Candice Onyeama (diễn viên, nhà văn và đạo diễn phim) và Jija Orka-Gyoh (học sinh)